# Патафизика
Патафизика (фр. Pataphysique) — по определению Альфреда Жарри, который ввёл этот термин в пьесе «Гиньоль» (1893), «наука о предмете, дополняющем метафизику», то есть понятие более широкое, чем физика и метафизика, и «соединяющее науку и поэзию». В области патафизики, по представлениям Жарри, нет общих законов — всё индивидуально и исключительно. Предмет патафизики не феномены, а эпифеномены, то есть «бытие феномена» (Жиль Делёз). 
Поскольку патафизика намечает границы метафизики, что по определению невозможно, интенция этого понятия ироническая. Псевдофилософская, по сути шутовская терминология Жарри, развитая им в романе «Деяния и мнения доктора Фаустроля, патафизика» и построенная на сложных каламбурах, пришлась по душе сюрреалистам, для которых задача патафизики состоит в сращении объективного и субъективного, внутреннего и внешнего до уровня, когда различия между этими понятиями стираются. 
В 1948 году в Париже прошло первое заседание Коллежа патафизиков — своего рода пародии на научные и философские сообщества. В состав этого объединения вошли некоторые видные сюрреалисты, абсурдисты и близкие к ним фигуры, как, например, Марсель Дюшан и Раймон Кено. Коллеж публиковал собственные «учёные записки» под латинским названием Subsidia Pataphysica.

## Определения патафизики
Понятие патафизики (также возможно написание ‘патафизика – ‘pataphysique – сокращение от фр. épataphysique) сложно определимо, так как феномен патафизики по своей сути противостоит необходимости заключения термина в четкие смысловые рамки.
В книге Альфреда Жарри «Деяния и суждения доктора Фаустролля, патафизика» (опубл. 1911) предлагается следующее определение:
«Патафизика есть наука о воображаемых решениях, которая образно наполняет контуры предметов свойствами, пока что пребывающими лишь в потенции».
В самых распространённых вариантах определения патафизики сводятся к перечню пунктов:
- Патафизика есть наука о частностях и о законах, управляющих исключениями
- Патафизика описывает вселенную, которая дополняет нашу
- Патафизика беспредельна, неистощима и абсолютно серьезна (по опр. доктора Ирене-Луи Сандомира)
- Патафизика зиждется на истине противоречий и исключений (по опр. писателя Раймона Кено)

## Основные понятия
Клинамен
Клинамен, следуя теории Эпикура - это непредсказуемый поворот атомов. У патафизиков клинамен – девиация вселенной, приводящая к некоторым изменениям и управляемая случаем.
Примером могут быть игры слов: мердре (merdre) Жарри, искажение французского языка: merde («дерьмо»).
«Подправленные» реди-мейды М. Дюшана
Антиномия
Антиномия - это взаимонесовместимость, или «плюс-минус». Она представляет двойственность вещей, эхо или симметрию, добро и зло одновременно. Эндрю Хьюгилл упоминает различные примеры, включая плюс минус, фауст-тролль, да-но. А также упоминая творческий путь Дюшана как пример антиномии.
Сигизия
Сизигия изначально происходит из астрономии и обозначает выравнивание трех небесных тел по прямой линии. В патафизическом контексте это каламбур. Обычно он описывает сочетание вещей, что-то неожиданное и удивительное. «Сигизия слов» открывает дорогу к патафизическому юмору, «рождающемуся из познания противоречивого»
Абсолют
Абсолютом является идея трансцендентной реальности.
Жарри провозглашал: «Клише – доспехи Абсолюта». Можно сказать, что вся деятельность Жарри – попытка заново открыть концепцию трансцендентной реальности, восстановить аутентичность этой идеи, ставшей банальной из-за религии, искусства и буржуазных условностей. 
Аномалия
Аномалия представляет собой исключение.
Кристиан Бёк замечает: «Правило само по себе является исключением в патафизической науке,  которая исключает все правила»
Жарри говорил, что «Патафизика изучит законы, регулирующие исключения, и объяснит вселенную, дополняющую эту».
Патафора
Патафора - это необычайно расширенная метафора, основанная на патафизике. Поскольку Жарри утверждал, что «патафизика существует «...так далеко от метафизики, насколько метафизика простирается от регулярной реальности», патафора пытается создать фигуру речи, которая существует так же далеко от метафоры, насколько метафора существует из нефигуративного языка».

## Влияние патафизики на искусства
Влияние патафизики зачастую считывается без преднамеренного обращения авторов к самой концепции и даже без их осведомленности о ней. Некоторым образом творения таких неосознающих себя патафизиков наиболее показательны, поскольку они демонстрируют действительное, независимое от применения самого термина, существование патафизики в мысли и творчестве. К таким «неосознанным» патафизикам Э. Хьюгилл относит Хорхе Луиса Борхеса, Джеймса Джойса, Флэнна О’Брайена, Раймона Русселя.
В 1960-х годах патафизика использовалась в качестве концептуального принципа в различных формах изобразительного искусства, особенно в поп-арте и популярной культуре. Работы в рамках патафизической традиции, как правило, сосредоточены на самом процессе создания произведения, во время которого особое значение приобретает случайность и произвольность выбора (примером могут послужить многие работы художника Марселя Дюшана и композитора Джона Кейджа). Примерно в это же время Асгер Йорн, патафизик и член Ситуационистского интернационала, назвал «патафизику новой религией», также используя принципы патафизики в своих работах.
К движению патафизики причисляют французского писателя Бориса Виана, казалось воплощавшего патафизический образ жизни, полный вольности, экспериментирования, радости жизни и неприятия истеблишмента. В его текстах отражены принципы ведомой им свободной жизни, сочетающиеся со скрытыми бунтарскими тенденциями
Велико значение патафизики и для развития идей дадаизма и сюрреализма.
- Андре Бретон был знаком с письменными документами Жарри, посвященными патафизике;
- Спонтанный метод иррационального сознания Сальвадор Дали основывается на идеях патафизики;
- Жоан Миро был восхищен «Убю королем», выполнил иллюстрации к книге и сам написал продолжение книги[11] ;
- Работа Макса Эрнста «Убю Император» (1923) отражает идеи Эрнста о диктатуре;
- "Фонтан" Марселя Дюшана может считаться воплощением патафизического жеста.
- Патафизика упоминается в песне «The Beatles» «Maxwell’s Silver Hammer»:

Joan was quizzical
Studied pataphysical
science in the home…

## Институты патафизики
Патафизика Жарри  оставалась в значительной степени литературной идеей, вдохновившей группу художников и писателей на основание Коллежа патафизики в 1948 году. Среди основателей были Раймон Кено и Борис Виан. Позже видными членами были художники, музыканты и писатели, такие как Марсель Дюшан,  Ман Рэй, Макс Эрнст, Эжен Ионеско, Жоан Миро, Братья Маркс, Жан Бодрийяр, Дарио Фо и Умберто Эко.

Другие «патафизические ассоциации»: 
- В коммунистическую эпоху небольшая группа патафизиков в Чехословакии основала журнал под названием PAKO, или Pataphysical Collegium. Пьесы Жарри произвели неизгладимое впечатление на андеграундной философской сцене страны.
- Миланский Институт Патафизики, Милан, основан в 1963 году[12]
- Нидерландский Институт Патафизики, Nederlands Instituut voor ’Patafysica (NIP), Амстердам, основан в 1972 году
- Патафизический институт Брауншвейга, Брауншвейг, основан в 1997 году
- Лондонский институт патафизики, Лондон, основан в 2000 году
- Институт прикладной патафизики  (I'PA), Санкт-Галлен, основан в 2008 году
- Базельский Институт Патафизики (PIB), Базель, основан в 2013 году